# Vườn quốc gia Ts'ehlanyane
Vườn quốc gia Ts'ehlanyane là một vườn quốc gia nằm trên khu vực dãy núi Maloti thuộc quận Leribe, Lesotho. Nó bảo vệ một vùng hoang dã gồ ghề ở độ cao 2.600 mét (8.500 ft) bao gồm một trong những khu rừng bản địa duy nhất của Lesotho với một số loài thực vật quý hiếm.
Tên "Ts'ehlanyane" là tên địa phương thông thường của loài tre núi (Thamnocalamus tessellatus) mà theo đó được đặt cho con sông và vườn quốc gia. Thật phù hợp khi vườn quốc gia mang tên của loài thực vật đặc hữu này của Drakensberg, vì đây có thể là nơi trú ẩn quan trọng nhất của loài thực vật này trong toàn bộ dãy núi Maloti-Drakensberg.

## Động thực vật
Vườn quốc gia là nhà của nhiều loài động vật đáng chú ý ở Lesotho. Tại đây có sự phong phú các loài chim gồm kền kền râu, Én núi, cắt Lanner, gõ kiến đất, gà gô cánh xám, hút mật Malachite, quạ gáy trắng, cắt đá, hạc đen. Vườn quốc gia là nơi trú ẩn quan trọng của nhiều loài đặc hữu của khu vực gồm sẻ thông vàng Drakensberg, manh núi, hoét đá Sentinel.
Các loài khác bao gồm rái cá không vuốt châu Phi, chó rừng lưng đen, đa man đá, thỏ đá lông đỏ Smith, nhím, linh miêu tai đen, linh miêu đồng cỏ, linh dương xám sừng ngắn, linh dương lau sậy miền núi, linh dương Eland, khỉ đầu chó.
Về thực vật, bên những bờ sông suối là những rặng tre núi có ý nghĩa văn hóa quan trọng đối với người Basotho. Đây là loài cây ký chủ của loài bướm có nguy cơ tuyệt chủng Metisella syrinx. Khu bảo tồn cũng bao gồm một tỷ lệ hợp lý các loài cây bụi vùng núi rất hiếm không được tìm thấy ở bất kỳ nơi nào khác trên thế giới. Vườn quốc gia có hơn 220 loài thực vật dòng chảy, 180 loài thực vật có hoa, trong đó có loài lô hội xoắn ốc được coi là 